# تشارلز بورستون
تشارلز ج. بورستون (بالإنجليزية: Charles J. Burstone) (4 أبريل 1928 - 11 فبراير 2015) هو طبيب تقويم أسنان أميركي اشتهر بمساهماته في الميكانيكا الحيوية ونظم القوة في مجال تقويم الأسنان. كان بورستون معروفًا أيضًا بالتطوير المشترك لمواد تقويم الأسنان الجديدة مثل سبائك التيتانيوم، ونيكل التيتانيوم، والمركبات الطويلة المقواة بالألياف. وقد كتب أكثر من 200 مقالة في المجال العلمي.

## الحياة المهنية
كان الدكتور بورستون رئيس كلية إنديانا لتقويم الأسنان في عام 1961. في عام 1970، أنشأ قسم تقويم الأسنان في جامعة كونيتيكت. كما شغل منصب رئيس القسم من عام 1970 إلى عام 1992. وفي نهاية المطاف في عام 1994، تم تعيينه أستاذ فخري في قسم تقويم الأسنان. تقاعد في نهاية المطاف وقضى وقته في مركز أوكون الصحي بمدرسة طب جامعة كونيتيكت. نشر الدكتور بورستون أول ورقة له في عام 1959 في مجلة أبحاث الأسنان. اقترح بورستون وليجان في ورقة عام 1980 خط أفقي مبني. يتم رسم هذا الخط من خلال قمة الأنف في زاوية من 7 درجات إلى خط السن. طوروا هذا الخط بسبب بعض مشاكل الموثوقية مع خط السن عندما يمكن للمرء بسهولة وضع نقطة سيلا أعلى أو أسفل والتي يمكن أن تغير القياسات الرأسية. يميل هذا الخط إلى موازاة الخط الأفقي الحقيقي. كما صاغ الدكتور بورستون أيضًا خط B وهو خط من الأنسجة الرخوة تقع تحت الأنف يمتد إلى أنسجة الذقن الناعمة. كما طوّر الدكتور بورستون تحليل قياسات الرأس للجراحة التقويمية للمرضى الذين يحتاجون إلى الجراحات التقويمية.
كما اشتهر أيضًا بتطوير تقنية التقطيع القطعي في تقويم الأسنان في الخمسينات.
عمل الدكتور بورستون مع الدكتور رافيندرا ناندا في مركز الصحة بجامعة كونيتيكت. منح الدكتور فلافيو أوريبي، مدير البرنامج الحالي لقسم تقويم الأسنان، الدكتور تشارلز بورستون درجة الأستاذية في تقويم الأسنان في عام 2012.
توفي الدكتور بورستون في سن السادسة والثمانين في سول، كوريا الجنوبية.

## المؤلفات
- مؤسسة الميكانيكا الحيوية السريرية تقويم الأسنان نشرت في عام 2015
- حل المشكلات في تقويم الأسنان: استراتيجيات العلاج الموجهة نحو الهدف المنشورة في عام 2000
- الاحتفاظ والاستقرار في تقويم الأسنان نشرت في عام 1993
- بيولوجيا حركة الأسنان نشرت في عام 1988

## الجوائز والمناصب
- 1965 - تم تعيينه في قسم طب الأسنان في مركز خدمة الصحة العامة في الولايات المتحدة
- 1969 - شغل منصب رئيس جمعية بحيرة العظمى لأطباء تقويم الأسنان
- 1979 - أصبح مدير المجلس الأمريكي لأطباء تقويم الأسنان
- 1983 - حصل على جائزة سترانغ من قبل كلية طب تقويمالأسنان جامعة كونيتيكت
- 1983 - حصل على جائزة طوكيو الطبية للأبحاث الطبية
- 1986 - شغل منصب رئيس المجلس الأمريكي لتقويم الأسنان
- 1987 -حصل على جائزة جمعية تقويم الأسنان بتشيلي
- 1990 - حصل على جائزة محاضرة روبرت سترانغ التذكارية
- 1991 - جائزة محاضرات جرابك، جامعة ميشيغان
- 1994 - أصبح محاضر في كلية الجراحين الملكية في إدنبرة، اسكتلندا
- 1999 - حصل على جائزة كيتشام من قبل الجمعية الأمريكية لأطباء تقويم الأسنان